# Конвой JW 52
Конвой JW 52 (англ. Convoy JW 52) — арктичний конвой транспортних і допоміжних суден у кількості 28 одиниць, який у супроводженні союзних кораблів ескорту прямував від берегів Великої Британії до радянських портів Мурманськ і Архангельськ. Конвой вийшов 17 січня з шотландського Лох Ю і 27 січня 1943 року прибув до Кольської затоки. Втрат не мав.

## Кораблі та судна конвою JW 53

### Транспортні судна
| Назва                    | Прапор          | Тоннаж (GRT) | Прим.                 |
| ------------------------ | --------------- | ------------ | --------------------- |
| Atlantic (1939)          | Велика Британія | 5 414        |                       |
| Cornelius Harnett (1942) | США             | 7 177        | судно класу «Ліберті» |
| Dan-Y-Bryn (1940)        | Велика Британія | 5 117        |                       |
| Delsud (1919)            | США             | 4 982        |                       |
| El Oriente (1910)        | Панама          | 6 012        |                       |
| Empire Baffin (1941)     | Велика Британія | 6 978        |                       |
| Empire Clarion (1942)    | Велика Британія | 7 031        |                       |
| Empire Portia (1943)     | Велика Британія | 7 058        |                       |
| Empire Snow (1941)       | Велика Британія | 6 327        |                       |
| Empire Tristram (1942)   | Велика Британія | 7 167        |                       |
| Gulfwing (1928)          | США             | 10 217       |                       |
| Nicholas Gilman (1942)   | США             | 7 176        | судно класу «Ліберті» |
| Ocean Faith (1942)       | Велика Британія | 7 173        |                       |
| Oligarch (1918)          | Велика Британія | 6 894        |                       |
| Temple Arch (1940)       | Велика Британія | 5 138        |                       |

### Кораблі ескорту
| Кораблі ескорту            |                                         |                                        |  |
| «Енсон»                    | Військово-морські сили Великої Британії | лінійний корабель типу «Кінг Джордж V» |  |
| «Бігль»                    | Військово-морські сили Великої Британії | ескадрений міноносець типу «B»         |  |
| «Бермуда»                  | Військово-морські сили Великої Британії | легкий крейсер типу «Коронна колонія»  |  |
| «Бланкні»                  | Військово-морські сили Великої Британії | ескортний міноносець типу «Хант»       |  |
| «Брітомарт»                | Військово-морські сили Великої Британії | тральщик типу «Гальсіон»               |  |
| «Бульдог»                  | Військово-морські сили Великої Британії | ескадрений міноносець типу «B»         |  |
| «Еко»                      | Військово-морські сили Великої Британії | ескадрений міноносець типу «E»         |  |
| «Екліпс»                   | Військово-морські сили Великої Британії | ескадрений міноносець типу «E»         |  |
| «Фокнор»                   | Військово-морські сили Великої Британії | лідер ескадрених міноносців типу «F»   |  |
| «Глазго»                   | Військово-морські сили Великої Британії | легкий крейсер типу «Таун» (1936)      |  |
| «Інглефілд»                | Військово-морські сили Великої Британії | ескадрений міноносець типу «I»         |  |
| «Кент»                     | Військово-морські сили Великої Британії | важкий крейсер типу «Каунті»           |  |
| «Ледбарі»                  | Військово-морські сили Великої Британії | ескортний міноносець типу «Хант»       |  |
| «Лотус»                    | Військово-морські сили Великої Британії | корвет типу «Флавер»                   |  |
| «Матчлес»                  | Військово-морські сили Великої Британії | ескадрений міноносець типу «M»         |  |
| «Міддлтон»                 | Військово-морські сили Великої Британії | ескортний міноносець типу «Хант»       |  |
| «Монтроз»                  | Військово-морські сили Великої Британії | лідер есмінців типу «Адміралті»        |  |
| «Маскітер»                 | Військово-морські сили Великої Британії | ескадрений міноносець типу «M»         |  |
| HMT Northern Pride (FY105) | Військово-морські сили Великої Британії | протичовновий траулер                  |  |
| «Оффа»                     | Військово-морські сили Великої Британії | ескадрений міноносець типу «O»         |  |
| «Онслот»                   | Військово-морські сили Великої Британії | ескадрений міноносець типу «O»         |  |
| «Оркан»                    | Військово-морські сили Польщі           | ескадрений міноносець типу «M»         |  |
| «Піорун»                   | Військово-морські сили Польщі           | ескадрений міноносець типу «N»         |  |
| «Квінборо»                 | Військово-морські сили Великої Британії | ескадрений міноносець типу «Q»         |  |
| «Рейдер»                   | Військово-морські сили Великої Британії | ескадрений міноносець типу «R»         |  |
| «Шеффілд»                  | Військово-морські сили Великої Британії | легкий крейсер типу «Таун» (1936)      |  |
| HMT St Elstan (FY240)      | Військово-морські сили Великої Британії | протичовновий траулер                  |  |
| «Старворт»                 | Військово-морські сили Великої Британії | корвет типу «Флавер»                   |  |